# Seuillet
Seuillet település Franciaországban, Allier megyében. Lakosainak száma 483 fő (2022. január 1.). Seuillet Billy, Bost, Creuzier-le-Neuf, Magnet, Saint-Félix és Saint-Germain-des-Fossés községekkel határos.

## Népesség
A település népessége az elmúlt években az alábbi módon változott:
| Lakosok száma | 354  | 325  | 385  | 462  | 502  | 509  | 508  | 492  | 484  | 483  |
|               | 1968 | 1982 | 1990 | 2006 | 2013 | 2015 | 2017 | 2019 | 2020 | 2022 |